# August Wilhelm Kisker
August Wilhelm Kisker (* 19. September 1812 in Halle in Westfalen; † 17. Februar 1881 in Bielefeld) war ein deutscher Unternehmer der Textilindustrie.

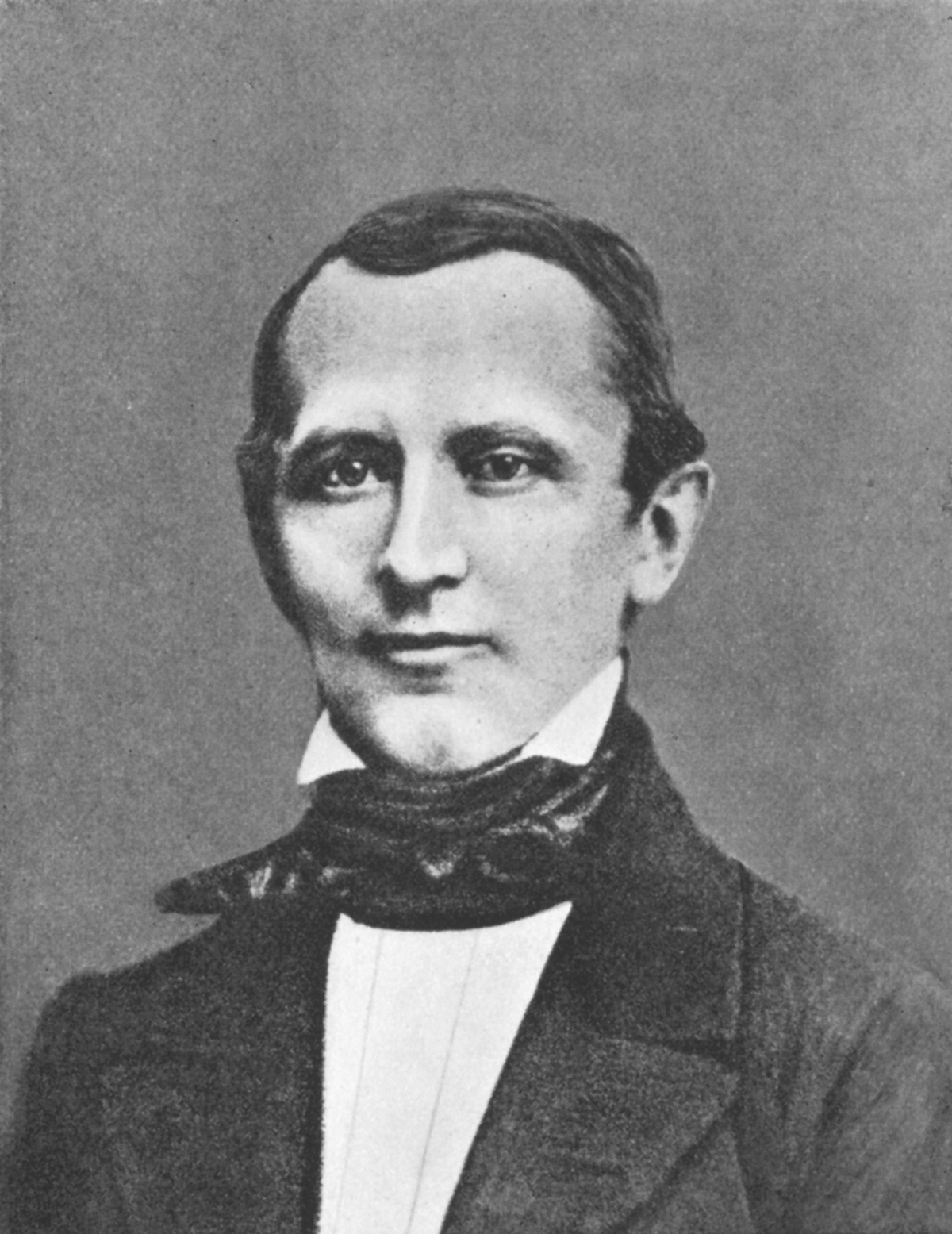
August Wilhelm Kisker

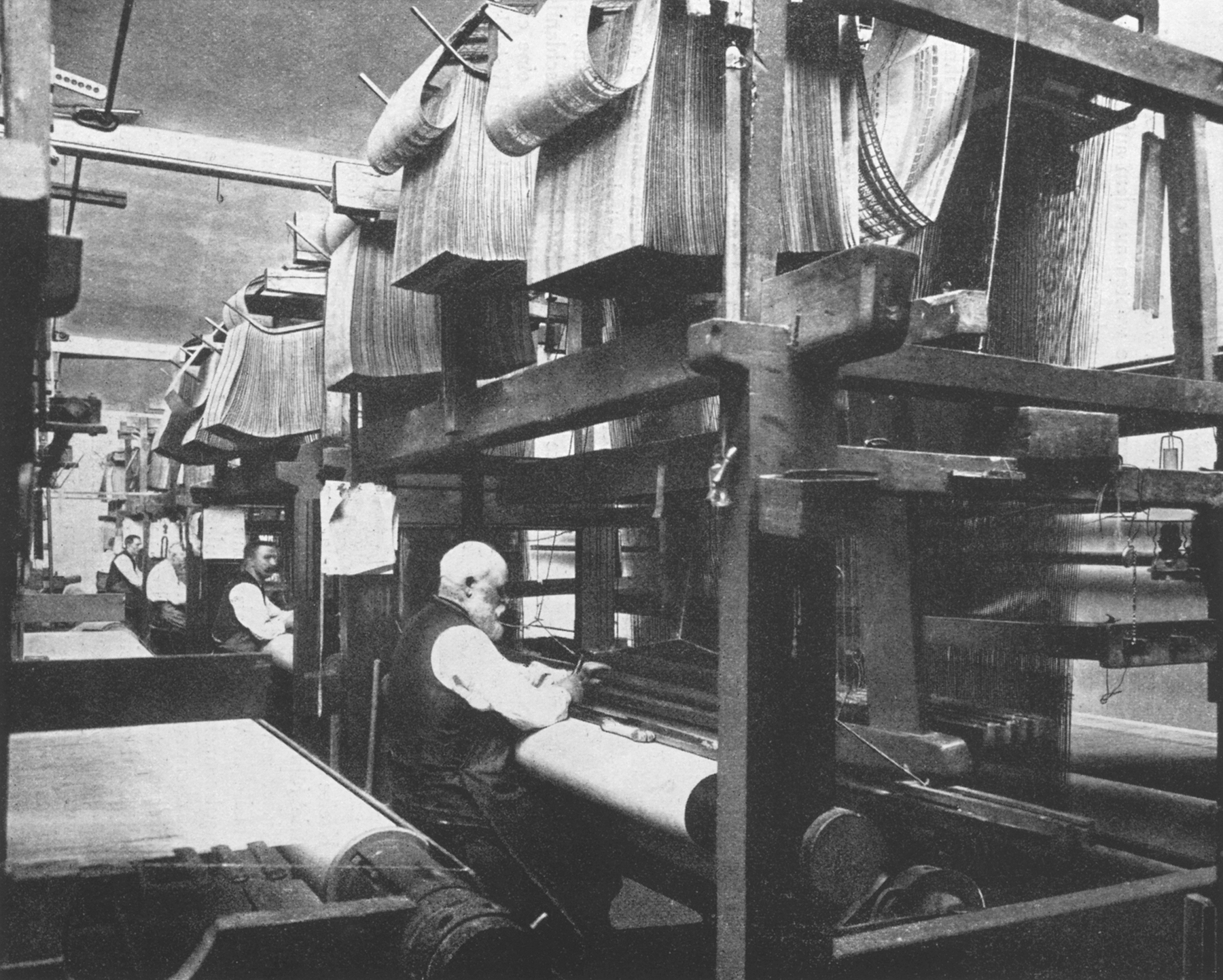
Jacquardwebstühle für Damast bei Kisker in Bielefeld

## Leben
Er stammte aus einer Leinenhändlerfamilie in Halle. Daneben betrieb die Familie eine Brennerei, eine Tabakmanufaktur und verlieh Geld. Der Vater war Christoph Wilhelm Kisker. Die Mutter war Wilhelmine Dorothea (geb. Schwarze). Sie entstammte einer Leinenhändlerfamilie aus Enger. Die Familie war stark evangelisch-religiös und patriarchalisch geprägt.
Er erhielt seine schulische Ausbildung im Salzmannschen Institut in Schnepfenthal. Eine praktische Kaufmannsausbildung erhielt er zwischen 1827 und 1831 in Antwerpen. Danach folgten Tätigkeiten in England, Irland und Schottland. Dabei arbeitete er allein zwei Jahre als Kaufmann in Liverpool. Er lernte nicht nur den Beruf des Kaufmanns, sondern auch die neuen unternehmerischen Verhaltensweisen kennen. Dies hat ihn später mitgeprägt.
Im Jahr 1835 kehrte er nach Halle zurück und leistete seinen Militärdienst als Einjährig-Freiwilliger ab.
Er gründete 1837 zusammen mit Ferdinand Lueder die Firma Ferdinand Lueder&Kisker, Fabrikgeschäft in Leinen, Taschentüchern und Tischzeug. In das gemeinsame Unternehmen investierte er 24.000 Taler, die ihm sein Vater geliehen hatte. Lueder brachte Grundstücke und Fabrikationsanlagen ein. Die Firma verfügte über eine Weberei mit 29 Webstühlen in der Nähe von Bielefeld. Hinzu kamen 54 Webstühle bei dörflichen Heimwebern sowie 50 bis 60 Hausspinner. Es handelte sich also um eine Mischung aus Manufaktur und Verlag. Das Unternehmen führte in Bielefeld die Jacquardweberei in einem größeren Umfang ein. Ihre Maschinen waren für damalige Verhältnisse modern. Die Kettfädensteuerung erfolgte über gelochte Pappkartons. Zu einer regelrechten Mechanisierung kam es allerdings auch in den folgenden Jahrzehnten nicht. Kisker war der Meinung, dass der Maschinenwebstuhl für einfache Gewebe nicht aber für Qualitätsprodukte geeignet sei.
Während Lueder sich um den technischen Bereich kümmerte, war Kisker vor allem kaufmännisch tätig. Durch Reisen auch ins Ausland etwa nach Frankreich, Holland oder Belgien konnte der Handelsumfang ausgeweitet werden. Das Unternehmen setzte auf Waren des gehobenen Bedarfs und Qualität. Im Jahr 1843 wurde das Unternehmen zum preußischen Hoflieferanten für Damast-Tafelzeug ernannt. Die Firmen hatte Kunden sogar in Moskau, Kapstadt, Rio de Janeiro, Mexiko-Stadt und in zahlreichen europäischen Hauptstädten.
Im Jahr 1844 wurde die Firma nach Bielefeld verlegt. Im Jahr 1848 beteiligte sich Kisker an der Gründung der Friedrich-Wilhelms-Bleiche, ehe er 1851 eine eigene Bleiche (Wilhelm-Kisker-Bleiche) bei Brackwede erwarb. Dieser wurde nach den neuesten irischen Methoden betrieben. Auch wenn das Unternehmen gerade Anfangs unter Kapitalmangel litt, war es im Gegensatz zur krisengeschüttelten einfachen Ravensberger Leinenherstellung insgesamt erfolgreich. Auf Dauer nahm die Bedeutung des deutschen Inlandsmarktes zu, während das Auslandsgeschäft an Bedeutung verlor. Im Jahr 1863 machte dieses nur noch 8 % des Umsatzes aus.
Als erste in der Bielefelder Gegend verwendete die Firma Lueder&Kisker englisches Maschinengarn und nicht mehr das vom Heimgewerbetreibenden gesponnene Garn. Dies trug zum Niedergang des Heimgewerbes bei, hat aber die Konkurrenzfähigkeit gegenüber den anderen Bielefelder Leinenherstellern erhöht.
Im Jahr 1859 trennten sich die bisherigen Partner und Kisker betrieb von nun an die Firma A. W. Kisker, Fabrik für Leinen- und Tischzeuge. Er beschäftigte 1861 160 Arbeiter. Im Jahr 1862 nahm die Firma mit Erfolg an der Londoner Weltausstellung teil.
Kisker war zusammen mit anderen jüngeren Unternehmern wie Hermann Delius 1854 an der Gründung der Ravensberger Spinnerei AG beteiligt. Damit machte sich die Bielefelder Leinenindustrie von dem englischen Importgarn unabhängig. Er wurde stellvertretender Vorsitzender des Verwaltungsrates des neuen Unternehmens. Auch saß er in dem engeren Ausschuss, der die Geschäftspolitik bestimmte. Im Jahr 1862 gehörte er auch zu dem provisorischen Komitee, das die Gründung der Bielefelder Aktiengesellschaft für Mechanische Weberei betrieb. Auch in dem neuen Unternehmen saß er im engeren Ausschuss des Verwaltungsrates. In beiden Unternehmen bestimmte Kisker den Kurs maßgeblich mit. So drängte er darauf die Qualität der Produkte zu erhöhen.
Er heiratete 1840 Wilhelmine Kröning aus einer Bielefelder Leinenhändlerfamilie. Nach deren Tod 1843 übernahm er zunächst selbst die Erziehung der drei Kinder. Die mögliche Ehe mit einer Tochter aus einer Leinenhändlerfamilie zerschlug sich, als ehrenrührige Gerüchte laut wurden. Dies ging bis zu einer Duellforderung die Kisker aussprach. Er heiratete in zweiter Ehe 1853 Emmeli (geb. Consbruch). Aus der Ehe gingen sechs Kinder hervor. Zwei davon starben bereits früh. Er folgte einem stark patriarchalischen Familienbild. Besonderen Wert legte er auf Disziplin und Religion.
Er war christlich-konservativ und war 1848 Gegner der demokratischen Bewegung. Im Jahr 1870 begrüßte er die Reichsgründung mit Enthusiasmus. Insgesamt war er aber mehr kommunal orientiert. Neben seiner unternehmerischen Tätigkeit war er als Stadtverordneter bis 1865 kommunalpolitisch tätig. Auch war er Mitglied im Presbyterium der Altstädter evangelischen Kirchengemeinde. Außerdem sorgte er durch Geldsammlungen in den Jahren 1852–1854 maßgeblich für den Bau eines Krankenhauses.
Dass Kisker nicht stärker in Gesellschaft und Politik aktiv war, hatte auch mit seiner Erkrankung zu tun. Seit den 1850er Jahren verschlimmerte sich ein Rückenmarksleiden. Im Jahr 1864 erkrankte Kisker schwer. Er erblindete und seine Beine wurden gelähmt. Kuren in Wiesbaden, der Schweiz und Frankreich halfen nichts. Er musste sich daher seit 1865 immer mehr aus dem operativen Geschäft zurückziehen. Im Jahr 1871 schließlich musste er seinen Mitarbeiter Hermann Potthoff als Teilhaber aufnehmen. Er hatte aber weiter den entscheidenden Einfluss. Eine Bleiche in der Senne musste er 1872 an Johann Wilhelm Hermann Windel verkaufen (Windelsbleiche). Allerdings wurde die Weberei erweitert.